# De Gramont

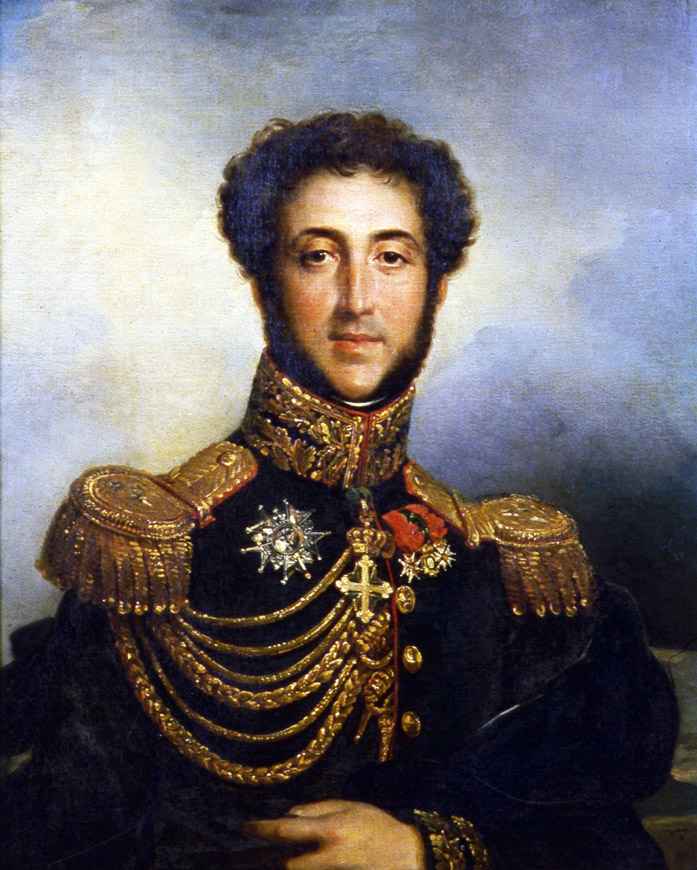
Antoine 9e hertog van Gramont (1789-1845)

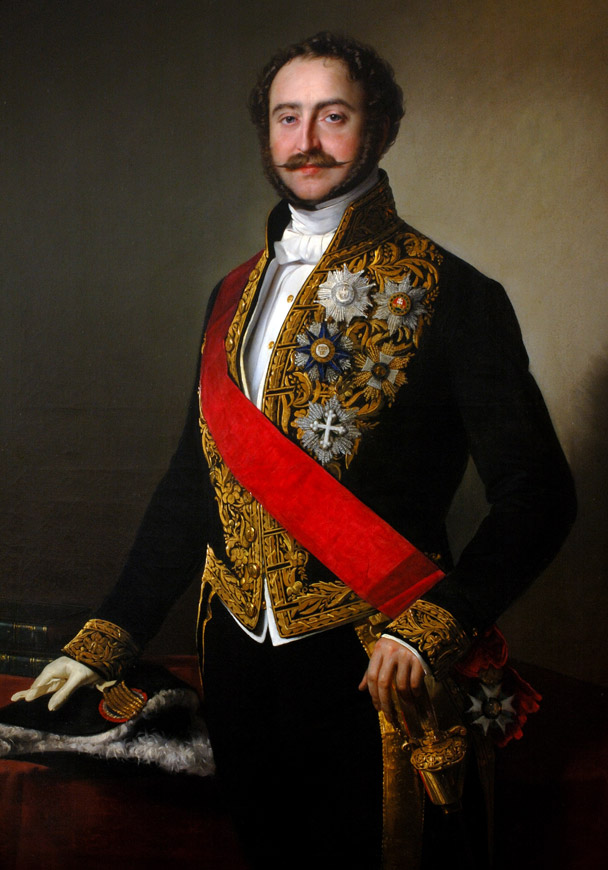
Agénor 10e hertog van Gramont (1819-1880), portret door Eliseo Sala

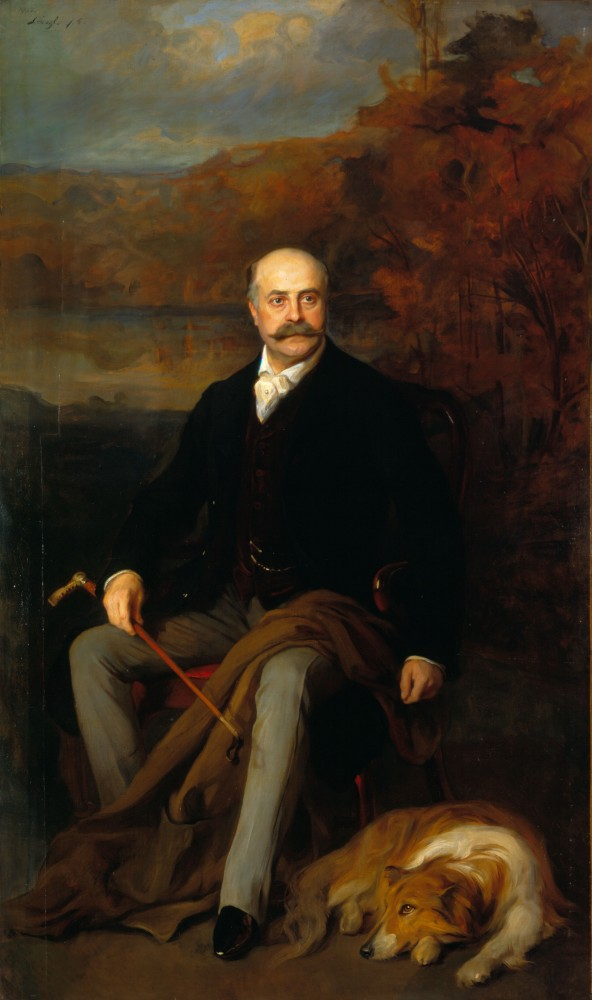
Agénor 11e hertog van Gramont (1851-1925), portret door Philip Alexius de László, 1902.

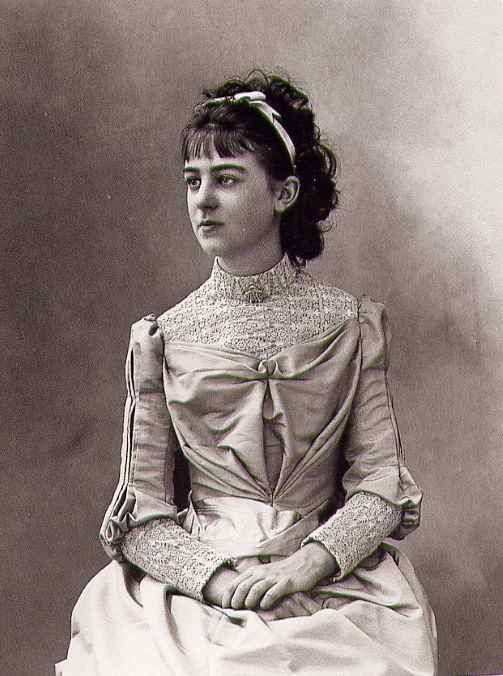
Élisabeth de Gramont (1875-1954), portret door Nadar.

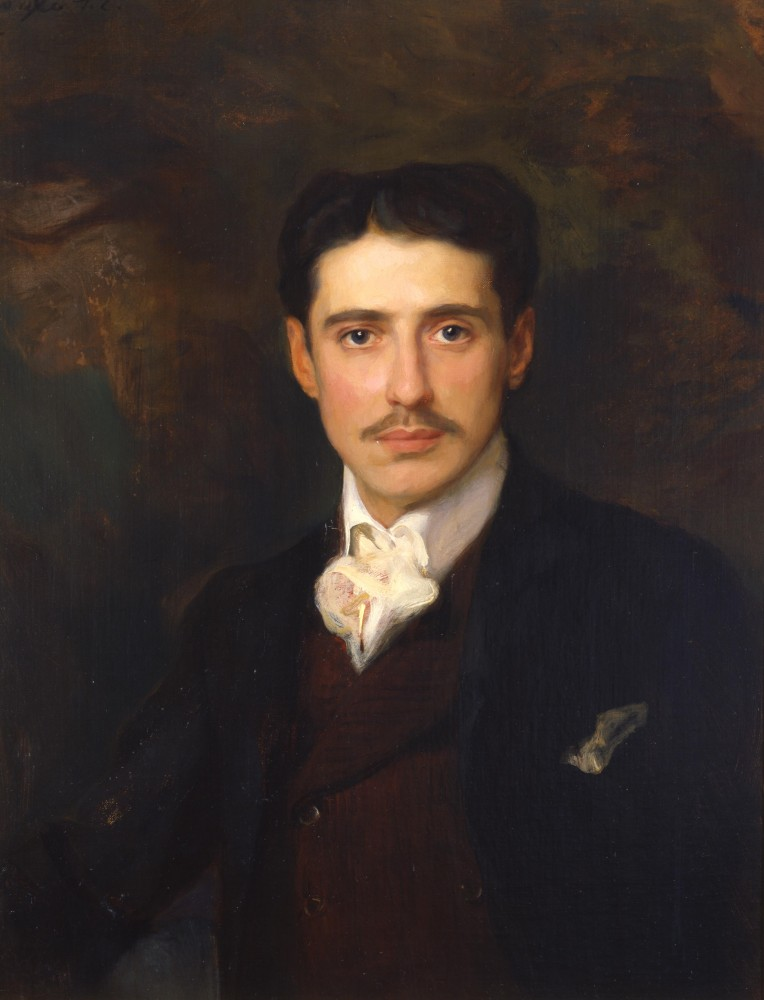
Armand 12e hertog de Gramont (1879-1962), portret door Philip Alexius de László, 1902.

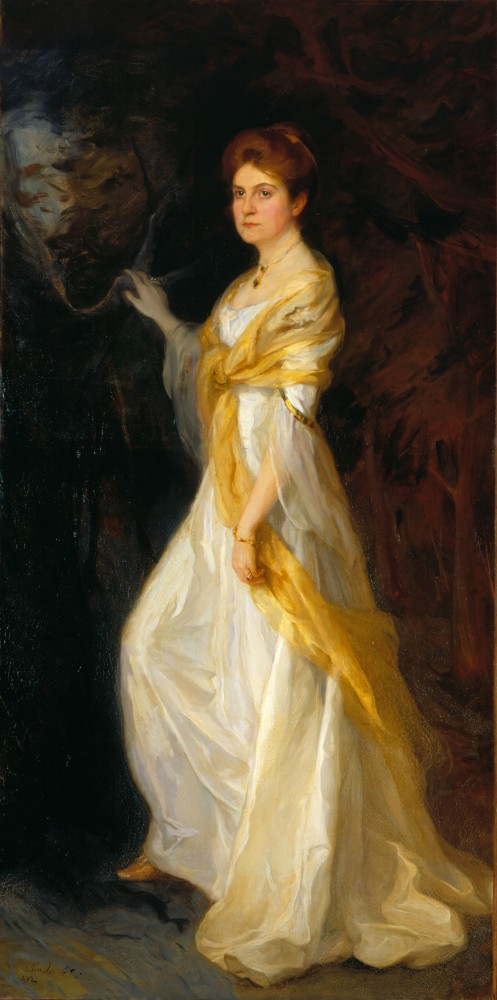
Corisande de Gramont (1880-1977), portret door Philip Alexius de László, 1902.

De Gramont is een Frans geslacht waarvan het hoofd de titel van hertog draagt.

## Geschiedenis
Het geslacht is van oude adel uit het graafschap Bidorre dat zou afstammen van Sanche Garcia d'Aure burggraaf van Larboust die in 1381 wordt vermeld. In 1525 trouwde Menaud d'Aure, burggraaf van Aster met Claire erfdochter uit het huis Gramont die voormalig souvereine heren van Bidache waren. In 1534 neemt Menaud d'Aure titel en wapen van Gramont aan. In 1570 werd de titel van prins van Bidache verleend. In 1563 werd de heerlijkheid Gramont verheven tot graafschap, in 1648 tot erfhertogdom. In 1643 werd de titel van hertog van Gramont verleend, overgaand bij eerstgeboorte. In 1700 werd het graafschap Guiche verheven tot hertogdom en werd de titel van hertog van Guiche verleend aan de oudste zoon van de hertog de Gramont. In 1739 werd aan het hoofd van de jongere tak de titel van Duc de Lesparre verleend.
In 1814 werd de titel van Pair van Frankrijk, in 1817 de titel van duc-pair toegekend.

## Enkele telgen
Antoine 9e hertog van Gramont (1789-1845), luitenant-generaal; trouwde in 1818 met Ida d'Orsay (1802-1882), zus van de dandy Alfred graaf d'Orsay (1801-1852)
- Agénor 10e hertog van Gramont (1819-1880), Frans ambassadeur en minister van Buitenlandse Zaken
  - Agénor 11e hertog van Gramont (1851-1925), Frans officier; trouwde in 1874 met Isabelle de Beauveau-Craon (1852-1875), in 1878 met Marguerite de Rothschild (1855-1905) en in 1907 met Maria prinses Ruspoli (1888-1976)
    - Élisabeth de Gramont (1875-1954), schrijfster, vriendin van Marcel Proust en Robert de Montesquiou; trouwde in 1896 met Philibert hertog de Clermont-Tonnerre (1871-1940)
    - Armand 12e hertog van Gramont (1879-1962), industrieel, vriend van Marcel Proust; trouwde in 1904 met Elaine Greffulhe (1882-1958), dochter van de Comtesse Greffulhe (1860-1952)
      - Henri 13e hertog van Gramont (1907-1995)
        - Antoine 14e hertog van Gramont (1951-2014)
          - Antoine 15e hertog van Gramont (2008)

    - Corisande de Gramont (1880-1977); trouwde in 1945 met Hélie markies de Noailles (1871-1932), lid van het huis Noailles
    - Gabriel graaf de Gramont (1908-1943), gesneuveld; trouwde in 1931 met Marie Negroponte (1910-1973) die in 1946 hertrouwde met Jacques baron de Thier (1900-1996), lid van de familie De Thier

  - Alfred graaf de Gramont (1856-1915), intieme vriend van Filips van Orléans (1869-1926) en nalater van zijn Journal intime (2011)
    - Claude de Gramont (1885-1973); trouwde in 1905 met Léon prins Radziwill (1880-1927), vriend van Marcel Proust, burgemeester van Ermenonville en bewoner van het kasteel van Ermenonville, echtscheiding volgde binnen het jaar; hertrouwde in 1918 met Marc Augustin vorst Galitzin (1880-1957)

## Andere telgen
- Antoine III de Gramont (1604-1678), militair en diplomaat
- Philibert de Gramont (1621-1707), memorialiste
- Cathérine Charlotte de Gramont (1639-1678); trouwde met Lodewijk I van Monaco (1642-1701)